# 藤川利三郎

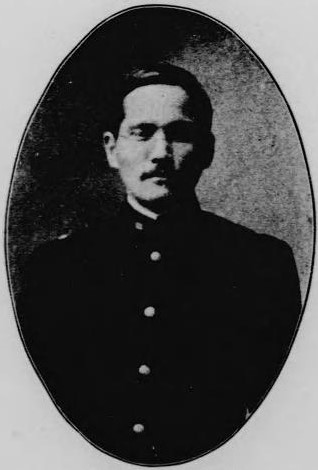
藤川利三郎

藤川 利三郎（ふじかわ りざぶろう、1879年（明治12年）2月10日 - 没年不詳）は、朝鮮総督府官僚。実業家。

## 経歴
愛媛県に片山半三の二男として生まれ、藤川文造の養子となった。1903年（明治36年）に東京帝国大学法科大学政治科を卒業。大韓帝国政府財政顧問、朝鮮総督府書記官、度支部税務課長、平安北道長官、慶尚北道知事などを歴任した。
退官後は四国電力株式会社代表取締役、高松電灯株式会社取締役、朝鮮京南鉄道取締役などを務めた。